# Iran na Zimowych Igrzyskach Olimpijskich 1998
Iran na Zimowych Igrzyskach Olimpijskich 1998 reprezentował 1 zawodnik – alpejczyk Hassan Shemshaki, który był chorążym ekipy.

## Narciarstwo alpejskie
- Hassan Shemshaki – slalom, 30. miejsce, 2:26.99